# Wieże Lascarisa

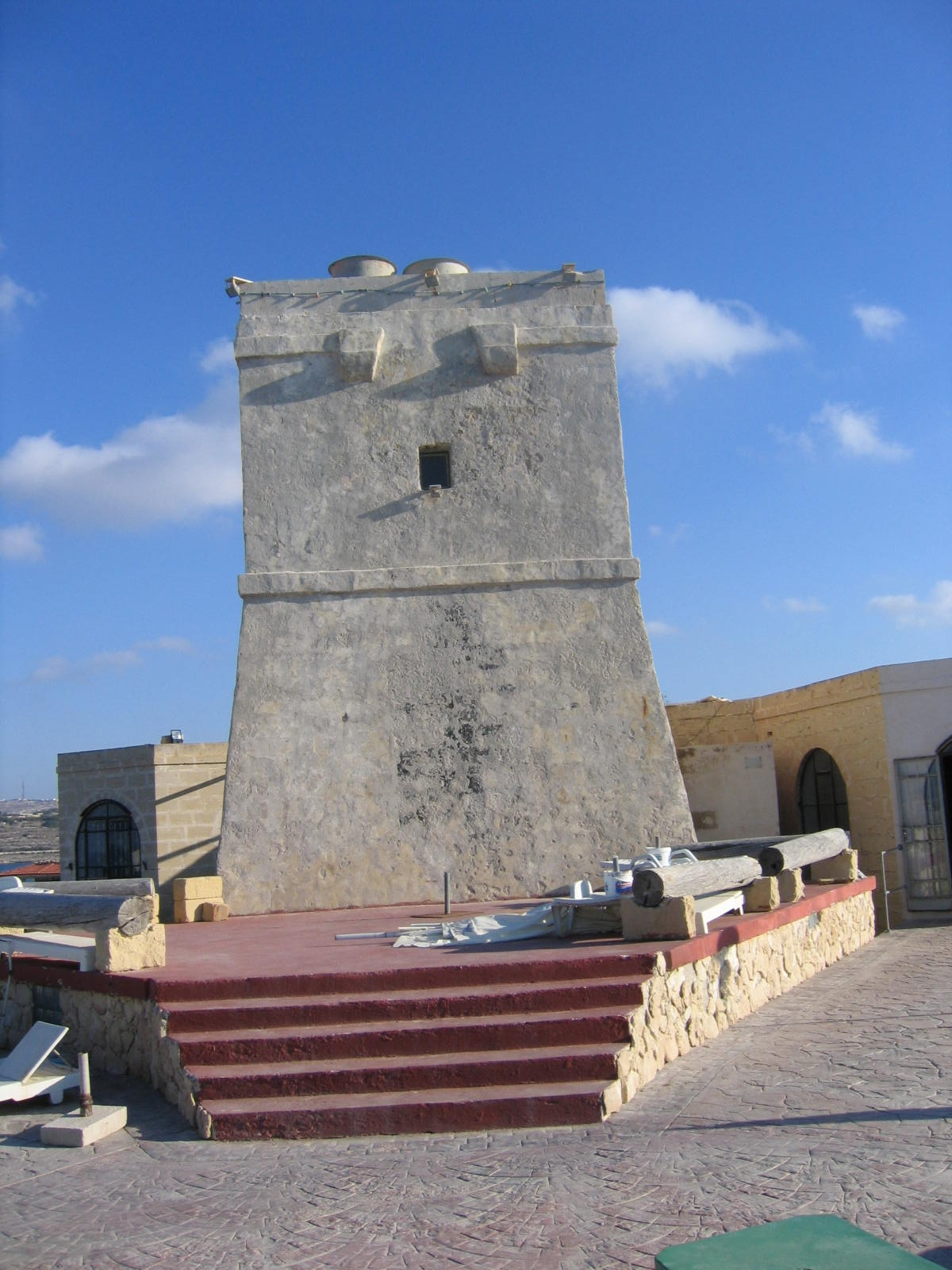
Wieża Qawra.

Wieże Lascarisa (Lascaris towers) – grupa umocnionych kamiennych wież zbudowana za czasów wielkiego mistrza kawalerów maltańskich Juana de Lascarisa-Castellara na wyspie Malta w latach 1637 do 1650.
Rok po wyborze na wielkiego mistrza w 1636 roku rozpoczął on budowę pięciu wież obronnych na wybrzeżu Malty, uzupełniających zbudowany w latach 1610-1620 za panowania Alofa de Wignacourta, ciąg fortyfikacji zwanych jako wieże Wignacourta. Pięć pierwszych wież zostało zbudowanych pomiędzy rokiem 1637 a 1640. Każda z wież znajduje się w zasięgu wzroku z sąsiedniej. Służyły one jako wieże komunikacyjne pomiędzy Gozo i Wielkim Portem. Oprócz funkcji obserwacyjno-ostrzegawczych przed piratami pełniły funkcje obronne.

## Wieże
Wieże zbudowane w okresie w latach 1637–1640 o podobnej wielkości i stylu:
- Wieża Ta’ Lippija[1]
- Wieża Għajn Tuffieħa
- Wieża Nadur[2]
- Wieża Qawra[3]
- Wieża Sciuta

Dodatkowo za czasów de Lascarisa w latach późniejszych, zbudowano także cztery różniące się od pierwotnych obiekty:
- Wieżę Świętej Agaty, tzw. Czerwoną Wieżę[4]
- Wieżę Xlendi[5]
- Wieżę Dwejra[6]
- Wieżę Świętego Jerzego.